# Peter Krečič
Peter Krečič, slovenski umetnostni zgodovinar in likovni kritik, * 24. junij 1947, Ljubljana.
Krečič je leta 1970 diplomiral in leta 1982 doktoriral na Filozofski fakulteti v Ljubljani, kjer je bil leta 1996 habilitiran za rednega profesorja. Leta 1971 se je zaposlil kot kustos umetnostne zbirke Goriške muzeja, leta 1973 pa kot kustos za industrijsko oblikovanje Arhitekturnega muzeja Ljubljana, ki ga je od leta 1978 do upokojitve leta 2010 vodil kot direktor. Bil je gostujoči profesor na Katedri za krajinsko arhitekturo Biotehniške fakultete, od tega leta na Fakulteti za arhitekturo Univerze v Ljubljani; med leti 2004 in 2011 je sodeloval kot predavatelj s Fakulteto za humanistične študije Univerze na Primorskem, od 2004 na Visoki šoli za dizajn. Znanstveno se posveča preučevanju slovenske umetnosti, posebej arhitekture 19. in 20. stoletja ter umetnostne kritike v času med vojnama. Sprva se je posvečal pretežno vprašanjem slovenske zgodovinske avantgarde v njenih evropskih okvirih, likovne kritike in spremljanja sodobne likovne ustvarjalnosti. Kasneje se je poglobljeno ukvarjal s preučevanjem življenja in dela arhitekta Jožeta Plečnika.
Krečič je vnuk Plečnikovega sodelavca, gradbenega inženirja in projektanta Antona Suhadolca, bratranec arhitekta, oblikovalca in publicista Janeza Suhadolca ter oče raziskovalke in publicistke Jele Krečič, poročene s Slavojem Žižkom.

## Dela
Monografije
- Spomeniki NOB Jožeta Plečnika in njegove šole (1975)
- Slovenski konstruktivizem in njegovi evropski okviri (1989)
- Plečnikova Ljubljana (1991, ... 2011, vodič)
- Jože Plečnik (monografija, 1992)
- Arhitekt Jože Plečnik na praškem gradu (separat, 1996)
- Jože Plečnik : branje oblik (1997)
- Bogojina : Plečnikova cerkev Gospodovega vnebohoda (1997)
- Plečnikova hiša (soavtor, vodič, 1997)
- Jože Plečnik : moderni klasik (1999)
- Avgust Černigoj (1999)
- Plečnik in ekspresionizem (2002)
- Cerkev sv. Benedikta v Stranjah (2008)
- Plečnik : Živeti za popolnost (biografija, 2018)